# FIFA World Player of the Year 2005

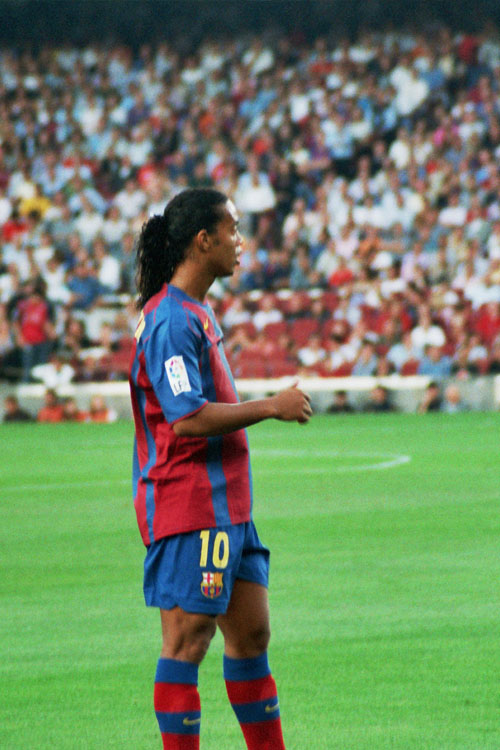
Ronaldinho, vincitore del FIFA World Player 2005

L’edizione 2005 del FIFA World Player, 15ª edizione del premio calcistico istituito dalla FIFA, fu vinta dal brasiliano Ronaldinho (Barcellona) e dalla tedesca Birgit Prinz (FFC Francoforte), come già accaduto nell'edizione precedente.
A votare per la graduatoria maschile furono 301 giurati, di cui 156 commissari tecnici e 145 capitani, mentre per quella femminile furono 261, di cui 134 commissari tecnici e 127 capitani.